# Blockbuster
Un blockbuster (termen englezesc care înseamnă literal „care aruncă în aer blocul”) este un film, o piesă de teatru sau un joc video care are un mare succes popular, și care beneficiază de un buget mare.

## Etimologie
Termenul provine din vocabularul englez al Forțelor Aliate, care a apărut în timpul celui de-Al Doilea Război Mondial, desemnând o bombă atât de puternică încât poate distruge un întreg bloc de clădiri. Prima descriere a unui film cu acest termen a fost în mai 1943, când filmul Bombardier produs de studioul RKO, a fost descris ca "The block-buster of all action-thrill-service shows!" (Blockbusterul tuturor showurilor de acțiune).
Ulterior, a devenit un termen în jargonul teatral american care descrie o piesă care a obținut un succes semnificativ.
În fine, în cinema, este o producție excepțională la nivel financiar, material și uman.
Termenul este folosit și în jargonul financiar pentru a se referi la un produs care are un succes comercial imens, în special în industria farmaceutică.

## Istorie
Termenul a fost folosit tot mai des după Al Doilea Război Mondial, fiind utilizat în principal de revista Variety în articole despre filme cu bugete mari. În 1950, ziarul Daily Mirror a prezis că filmul Samson and Delilah va fi un „box office block buster”, iar în noiembrie 1951 Variety a scris despre Quo Vadis? că este un „b.o. blockbuster de nivelul filmelor Nașterea unei națiuni și Pe aripile vântului”.
În 1975, filmul Fălci, regizat de Steven Spielberg a produs un adevărat fenomen cultural, fiind considerat primul film din epoca blockbuster. Doi ani mai târziu, Războiul stelelor a dus și mai departe succcesul comercial și a rezistat în cinematografe mai bine de un an. De atunci, Hollywoodul a încercat să replice succesul acestor filme cu producții tot mai atractive și cu bugete din ce în ce mai mari. Cele două filme au creat și trendul blockbusterelor de vară, marile studiouri încercând să lanseze filmele în jurul datei de 4 iulie.